# Stoomlocomotief van het type O

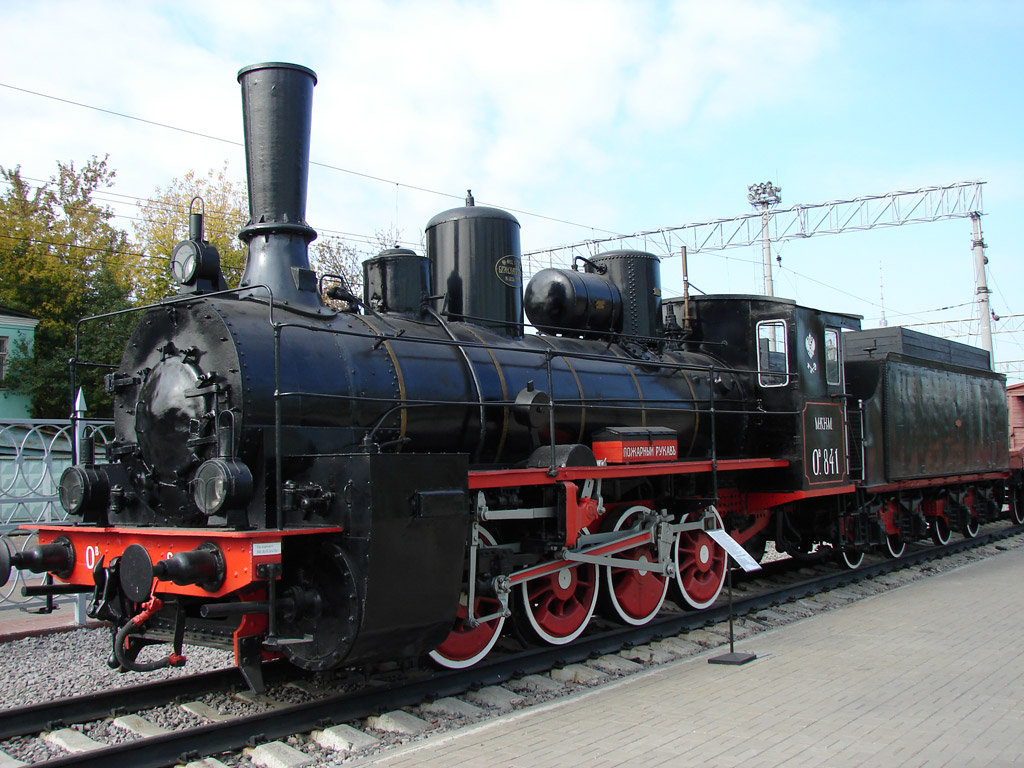
O^{v} 841 in het museum

Stoomlocomotief van het type O (van основной, “osnovnoj”, Basistype of Hoofdtype) was de goederenstoomlocomotief van de Russische spoorwegen. De locomotieven van dit type werden tussen 1890 en 1928 geproduceerd en bleven in dienst tot 1964. Er werden in totaal 9129 locomotieven van dit type gebouwd, verspreid over meerdere subtypes (afhankelijk van stoomverdeling en andere constructiebijzonderheden). Een van de meest verspreide subtypes (Ov (Ов)) heeft een eigen bijnaam gekregen, namelijk овечка “ovetsjka”, wat letterlijk “schaapje” betekent.
Ten tijde van de Burger- en de Tweede Wereldoorlog werden vele O-locomotieven gebruikt voor de tractie van de pantsertreinen.